# Серија Ц Италије у рагбију
Серија Ц Италије у рагбију (итал. Serie C (rugby a 15)) је четврти ранг рагби 15 такмичења за клубове из Италије.

## О такмичењу
289 италијанских аматерских рагби клубова подељени су у две дивизије. После лигашког дела игра се плеј оф и клубови имају прилику да се пласирају у виши ранг италијанског клупског рагби такмичења.